# Roppershain
Roppershain ist ein Stadtteil von Homberg (Efze) im nordhessischen Schwalm-Eder-Kreis.

## Geographie
Roppershain, am Kreuzweg zwischen Homberg und Borken (Hessen) sowie Frielendorf und Wabern gelegen, bedeckt dort den Osthang des Jordanbaches. 225 m über dem Meeresspiegel hat man von hier den freien Blick nach allen Seiten, besonders in Richtung des Kasseler Beckens. Alte Bauernhöfe bestätigen die Fruchtbarkeit dieses Raumes und die dominierende Stellung der Landwirtschaft von alters her. In Roppershain leben heute rund 200 Einwohner.

## Geschichte

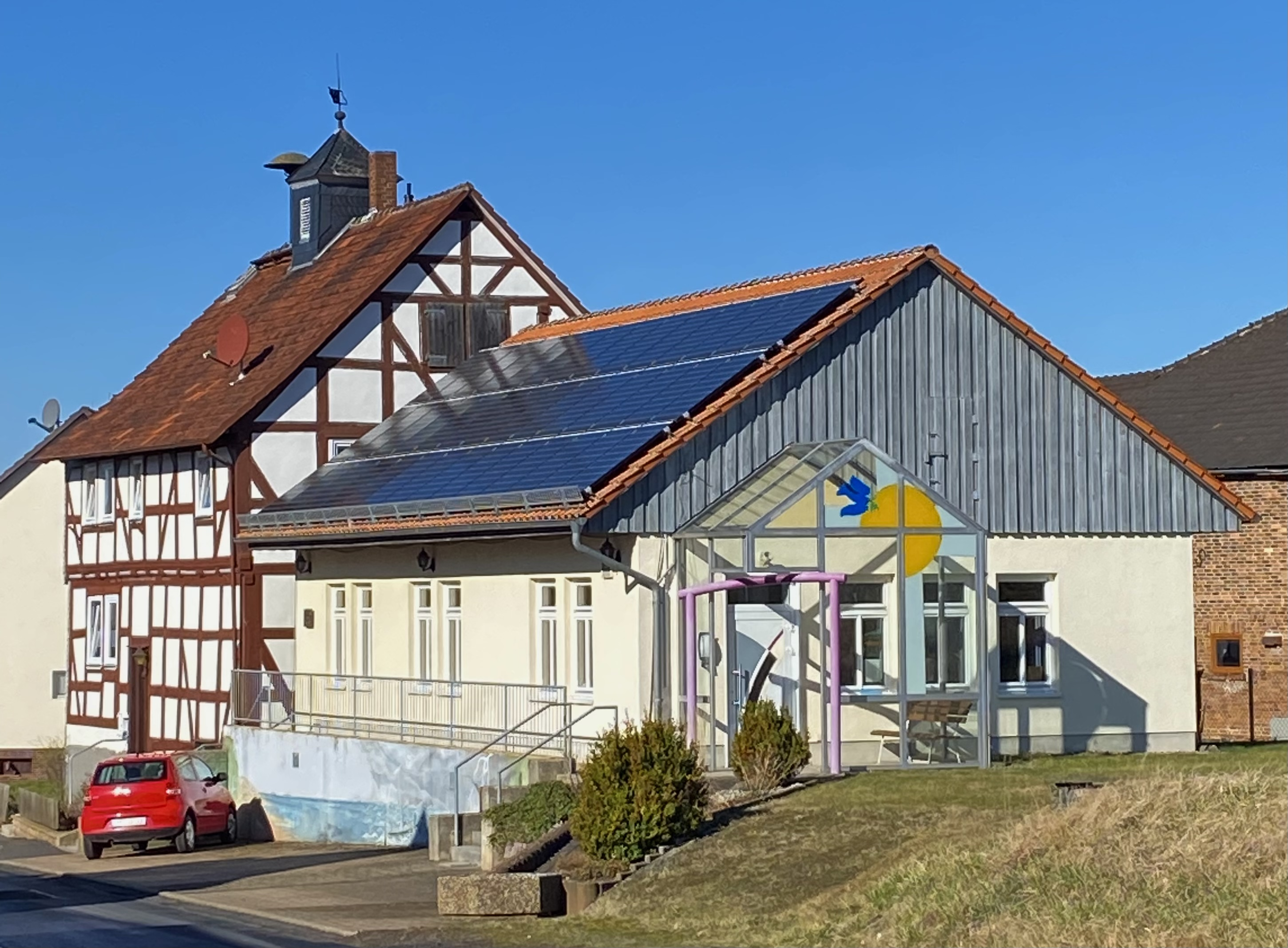
Evangelische Kirche

Die älteste bekannte schriftliche Erwähnung von Roppershain erfolgte im Jahr 1238 unter dem Namen Ruprechteshagen in einer Schenkungsurkunde an das Kloster Haina, in der sich Heinrich von Uttershausen (der Ältere) und seine Ehefrau Berta die ziegenhainischen Lehen des Grafen Gottfried III. von Reichenbach auf Ruprechteshagen vorbehielten. 
In weiteren historischen Dokumenten ist der Ort unter folgenden Ortsnamen belegt (in Klammern das Jahr der Erwähnung): Ruprechtishayn (1367), Rupershain (1398), Ruppershayn (1474) und  Ruppershagen (1547). Lehen und Gerichtsbarkeit wechselten sehr oft bis zur Aufhebung der Adelsgerichte im Jahre 1820.
Ende des 14. Jahrhunderts war der Ort hessisches Lehen derer von Homberg. Ab 1427 verfügten die Erben von Baumbach und von Hornsberg über Roppershain. Der Homberger Bürger Goswin, die Kartause Eppenberg und die Herren Holzsadel, von Reckerod und von Lehrbach waren weitere Lehensinhaber. Ab 1475 gehörte Roppershain zum landgräflichen Amt Homberg.
Zum 31. Dezember 1971 wurde die bis dahin selbständige Gemeinde Roppershain im Zuge der Gebietsreform in Hessen als Stadtteil der Stadt Homberg, heute Homberg (Efze), auf freiwilliger Basis eingegliedert. Für Roppershain, wie für die anderen nach Homberg eingegliederten ehemals selbständigen Gemeinden (Stadtteile), wurden Ortsbezirke mit Ortsbeirat und Ortsvorsteher nach der Hessischen Gemeindeordnung gebildet.

## Bevölkerung
Einwohnerstruktur 2011
Nach den Erhebungen des Zensus 2011 lebten am Stichtag, dem 9. Mai 2011, in Roppershain 189 Einwohner. Darunter waren keine Ausländer.
Nach dem Lebensalter waren 30 Einwohner unter 18 Jahren, 69 zwischen 18 und 49, 42 zwischen 50 und 64 und 45 Einwohner waren älter. Die Einwohner lebten in 84 Haushalten. Davon waren 24 Singlehaushalte, 21 Paare ohne Kinder und 30 Paare mit Kindern, sowie 6 Alleinerziehende und 3 Wohngemeinschaften. In 21 Haushalten lebten ausschließlich Senioren und in 51 Haushaltungen lebten keine Senioren.
Einwohnerentwicklung
| Quelle: Historisches Ortslexikon |                |
| • 1575/85:                       | 11 Hausgesesse |
| • 1742:                          | 17 Hausgesesse |
| • 1747:                          | 16 Hausgesesse |

| Roppershain: Einwohnerzahlen von 1834 bis 2015 | Roppershain: Einwohnerzahlen von 1834 bis 2015 | Roppershain: Einwohnerzahlen von 1834 bis 2015 | Roppershain: Einwohnerzahlen von 1834 bis 2015 | Roppershain: Einwohnerzahlen von 1834 bis 2015 |
| --- | ---------------------------------------------- | ---------------------------------------------- | ---------------------------------------------- | ---------------------------------------------- |
| Jahr |                                                |                                                |                                                | Einwohner                                      |
| 1834 | 1834                                           |                                                | 343                                            | 343                                            |
| 1840 | 1840                                           |                                                | 390                                            | 390                                            |
| 1846 | 1846                                           |                                                | 388                                            | 388                                            |
| 1852 | 1852                                           |                                                | 332                                            | 332                                            |
| 1858 | 1858                                           |                                                | 315                                            | 315                                            |
| 1864 | 1864                                           |                                                | 356                                            | 356                                            |
| 1871 | 1871                                           |                                                | 361                                            | 361                                            |
| 1875 | 1875                                           |                                                | 350                                            | 350                                            |
| 1885 | 1885                                           |                                                | 306                                            | 306                                            |
| 1895 | 1895                                           |                                                | 342                                            | 342                                            |
| 1905 | 1905                                           |                                                | 431                                            | 431                                            |
| 1910 | 1910                                           |                                                | 351                                            | 351                                            |
| 1925 | 1925                                           |                                                | 362                                            | 362                                            |
| 1939 | 1939                                           |                                                | 198                                            | 198                                            |
| 1946 | 1946                                           |                                                | 267                                            | 267                                            |
| 1950 | 1950                                           |                                                | 264                                            | 264                                            |
| 1956 | 1956                                           |                                                | 254                                            | 254                                            |
| 1961 | 1961                                           |                                                | 231                                            | 231                                            |
| 1967 | 1967                                           |                                                | 218                                            | 218                                            |
| 1980 | 1980                                           |                                                | ?                                              | ?                                              |
| 1990 | 1990                                           |                                                | ?                                              | ?                                              |
| 2000 | 2000                                           |                                                | ?                                              | ?                                              |
| 2011 | 2011                                           |                                                | 189                                            | 189                                            |
| 2015 | 2015                                           |                                                | 196                                            | 196                                            |
| Datenquelle: Historisches Gemeindeverzeichnis für Hessen: Die Bevölkerung der Gemeinden 1834 bis 1967. Wiesbaden: Hessisches Statistisches Landesamt, 1968. Weitere Quellen: ; Zensus 2011; Stadt Homberg (Efze) |                                                |                                                |                                                |                                                |

Historische Konfessionszugehörigkeit
Da Roppershain zur Landgrafschaft Hessen und später zur Landgrafschaft Hessen-Kassel gehörte, war seine Bevölkerung lange Zeit ausschließlich protestantisch. 1861 waren alle Einwohner evangelisch-reformiert, 1885 alle evangelisch. Erst im 20. Jahrhundert zogen die ersten katholischen Bewohner hinzu, so dass 1961 neben den 202 (= 87,45 %) evangelischen auch 29 (= 12,55 %) katholische Einwohner im Dorf ansässig waren.
Historische Erwerbstätigkeit
| • 1961: | Erwerbspersonen: 42 Land- und Forstwirtschaft, 47 Produzierendes Gewerbe, 10 Handel und Verkehr, 6 Dienstleistungen und Sonstiges. |

## Politik
Für Roppershain besteht ein Ortsbezirk (Gebiete der ehemaligen Gemeinde Roppershain) mit Ortsbeirat und Ortsvorsteher nach der Hessischen Gemeindeordnung. Der Ortsbeirat besteht aus fünf Mitgliedern.
Bei den Kommunalwahlen in Hessen 2021 kam kein Ortsbeirat zustande.